# Суккуловська сільська рада (Єрмекеєвський район)
Сукку́ловська сільська рада (рос. Суккуловский сельский совет) — муніципальне утворення у складі Єрмекеєвського району Башкортостану, Росія. Адміністративний центр — село Суккулово.

## Населення
Населення — 1714 осіб (2019, 1930 в 2010, 2042 в 2002).

## Склад
До складу поселення входять такі населені пункти:
| Населений пункт        | Населення, осіб (2002) | Населення, осіб (2010) |
| ---------------------- | ---------------------- | ---------------------- |
| Богородський, присілок | 93                     | 78                     |
| Єлань-Чишма, село      | 452                    | 438                    |
| Калиновка, присілок    | 56                     | 67                     |
| Князевка, присілок     | 83                     | 59                     |
| Купченеєво, село       | 449                    | 445                    |
| Михайловка, присілок   | 46                     | 36                     |
| Нікітинка, присілок    | 12                     | 6                      |
| Райманово, присілок    | 32                     | 24                     |
| Суккулово, село        | 819                    | 777                    |